# Graphium kigoma
Graphium kigoma är en fjärilsart som beskrevs av Robert H. Carcasson 1964. Graphium kigoma ingår i släktet Graphium och familjen riddarfjärilar.
Artens utbredningsområde är Tanzania. Inga underarter finns listade i Catalogue of Life.